# Евровидение
Песенный конкурс «Еврови́дение» (англ. Eurovision Song Contest; фр. Concours Eurovision de la chanson) — конкурс эстрадной песни среди стран — членов Европейского вещательного союза (ЕВС — англ. European Broadcasting Union). Владельцем всей интеллектуальной собственности, производящейся в рамках конкурса, также является Европейский вещательный союз.
В конкурсе участвует по одному представителю от каждой из стран — членов ЕВС, которые подали заявки на участие. Конкурс проходит в прямом эфире. От каждой страны может участвовать один представитель (солист или музыкальный коллектив), исполняющий песню длительностью не более трёх минут. Во время выступления на сцене должно выступать не более шести человек. После выступления всех участников наиболее популярная песня определяется путём голосования телезрителей и жюри. В голосовании участвуют все страны, выступавшие в финале и полуфинале.
Конкурс проходит каждый год начиная с 1956 года и является одним из самых популярных неспортивных мероприятий в мире, с аудиторией до 600 млн зрителей. «Евровидение» также транслируется в Казахстане, Кыргызстане, Канаде, Египте, Индии, Ливане, Южной Африке, Южной Корее, США и некоторых других странах, несмотря на то, что они не участвуют в конкурсе и находятся за пределами Европы. Начиная с 2000 года конкурс постоянно транслируется в сети Интернет, интернет-аудитория постоянно растёт: в 2006 году онлайн-трансляцию посмотрело 74 тысячи человек, в 2017 — свыше 600 тысяч.
«Евровидение» в значительной мере повлияло на известность части участвовавших на нём артистов. Например, знаменитые группы «АББА» (ABBA, Швеция — 1974), «Чингисхан» (Dschinghis Khan, Германия — 1979) и певица Селин Дион (Швейцария — 1988) стали всемирно известными после триумфальных выступлений на песенном фестивале.

## Правила конкурса
По состоянию на 2024 год действуют следующие правила:

### Шоу
- Конкурс песни «Евровидение» состоит из трёх шоу: из двух полуфиналов (обычно во вторник и четверг) и финала (обычно суббота). Каждое шоу транслируется в прямом эфире.
- Каждое мероприятие представляет собой современное телевизионное производство мирового класса и состоит из последовательных выступлений артистов, представляющих свою страну и выбранных путём внутреннего или национального отбора.
- Шоу носит название Eurovision Song Contest с подписью места проведения (обычно это город либо страна) и годом проведения конкурса. Такой формат используется всеми членами-вещателями, однако допускается использование перевода на своём национальном языке (для упоминания в СМИ или в логотипе национального отбора).
- Распределение стран-участников на полуфиналы осуществляется путём жеребьёвки. Шоу проходит на английском и французском языках, также допускается использование языка страны-организатора. Комментаторы назначаются участниками-вещателями.
- Максимальное количество участников в финале — 26. Формула расчёта следующая: по 10 стран из двух полуфиналов + страна-хозяйка + 5 стран «большой пятёрки» (Испания, Германия, Италия, Великобритания, Франция). Если победителем предыдущего года становится страна из «большой пятёрки», то в финале участвует 25 стран. Ранее страны «большой пятёрки» и страна-хозяйка не участвовали в полуфиналах, а сразу переходили в финал. В 2024 году правила изменились - страны «большой пятёрки» также принимают участие в полуфиналах, но зрители не могут за них голосовать. Участники из этих стран попадают в финал автоматически, независимо от того, как будет проходить голосование в полуфиналах.

### Голосование
- Каждая страна имеет национальное жюри.
- Все участвующие страны обязаны внедрить систему телеголосования.
- Время для голосования телезрителей составляет от 15 до 30 минут.
- Все телезрители конкурса имеют право голосовать за понравившегося исполнителя (за исключением своей страны).
- Каждое жюри голосует за понравившуюся песню, ранжируя с наиболее понравившейся до наименее понравившейся: 1-е место — 12 баллов, 2-е место — 10 баллов, 3-е место — 8 баллов и далее в порядке убывания до 1 балла.
- Телезрители голосуют посредством отправки SMS-сообщений и совершения телефонных звонков на специально объявленные номера. Впоследствии страны ранжируются в соответствии с количеством набранных голосов: 1-е место — 12 баллов, 2 -е место — 10 баллов, 3-е место — 8 баллов и далее в порядке убывания до 1 балла.
- Система голосования в конкурсе: в полуфиналах — телезрительское голосование, в финале — телезрители и национальное жюри.

### Объявление результатов и победителя
- Победителями в полуфиналах становятся 10 песен в каждом полуфинале, которые набрали наибольшее количество баллов после суммирования баллов телезрителей.
- В полуфинале объявляются страны, которые прошли квалификацию в финал.
- Результаты голосования национального жюри в каждой стране объявляется поочерёдно по спутниковой связи, четко и внятно на английском или французском языках, с указанием названия соответствующей страны.
- Баллы телезрителей и национального жюри суммируются.
- Результаты национального жюри объявляется глашатаем поочерёдно от каждой страны.
- Результаты телеголосования объявляются ведущими шоу, начиная с последнего места в турнирной таблице.
- Победителем объявляется исполнитель, набравший максимальное количество баллов.

### Требования к песне
- Песни на «Евровидении» должны быть новыми. Нельзя заявлять на конкурс песню, коммерческий релиз которой состоялся до 1 сентября предыдущего года[17].
- Максимально возможная продолжительность песни — 3 минуты. Минимальная — 2 минуты.
- Текст песни может быть написан на любом языке.

### Требования к исполнителю
- Минимальный возраст участника — 16 лет. Для исполнителей, не достигших возраста шестнадцати лет, существует отдельный детский конкурс песни «Евровидение».
- Один и тот же артист не может участвовать от двух стран одновременно.
- Национальность исполнителя не имеет значения. Любой исполнитель может представлять любую страну, даже не являясь её гражданином.

### Требования к выступлению
- Сценическое исполнение должно быть одинаково во всех репетициях и живом шоу.
- На сцене могут находиться не более шести артистов (исполнителей, их бэк-вокалистов, подтанцовки) одновременно.
- Участникам запрещено появляться на сцене и в обществе Евродома в непристойном виде и совершать действия провокационного характера.
- Запрещены политические высказывания; не допускаются нецензурные или оскорбительные высказывания и коммерческие сообщения.
- Не разрешается нахождение на сцене во время выступления живых животных.
- От исполнителей требуется «живое» пение, использование фонограммы голоса, а также компьютерных эффектов обработки голоса запрещено. C 2021 года разрешено использовать записанный бэк-вокал, но он не должен перекрывать вокал выступающего.

### Национальное жюри
- Национальное жюри состоит из пяти человек.
- Те же члены жюри голосуют в полуфинале и финале (до 2023 года, когда голосование жюри в полуфинале было отменено).
- Членом национального жюри не должен быть сотрудник национального вещателя.
- Членом национального жюри не может быть человек, входивший в состав в предыдущие два года.
- Членом национального жюри должен быть представитель музыкальной индустрии: радиоведущий, певец, композитор, автор текстов или музыкальный продюсер.
- Все члены жюри должны быть гражданами страны, которую они представляют.
- Член жюри не должен быть связан с участником (в том числе автором песни).
- Имена жюри объявляет только ЕВС: 1 мая до начала конкурса.
- Национальное жюри должно использоваться: при технической неудаче телеголосования, для расчёта ранжирования баллов, при потере спутниковой связи и при одинаковом количестве баллов при телеголосовании.

### Трансляция
- Участвующий вещатель должен транслировать конкурс в прямом эфире или с задержкой и предоставить доступ к записи в сети Интернет.
- Участвующий вещатель должен транслировать шоу целиком.
- В перерыве между выступлением и подсчётом голосов зрителям обычно представляют специальный внеконкурсный номер[18]. Телеканалы могут использовать это время для демонстрации рекламы.

## Место проведения

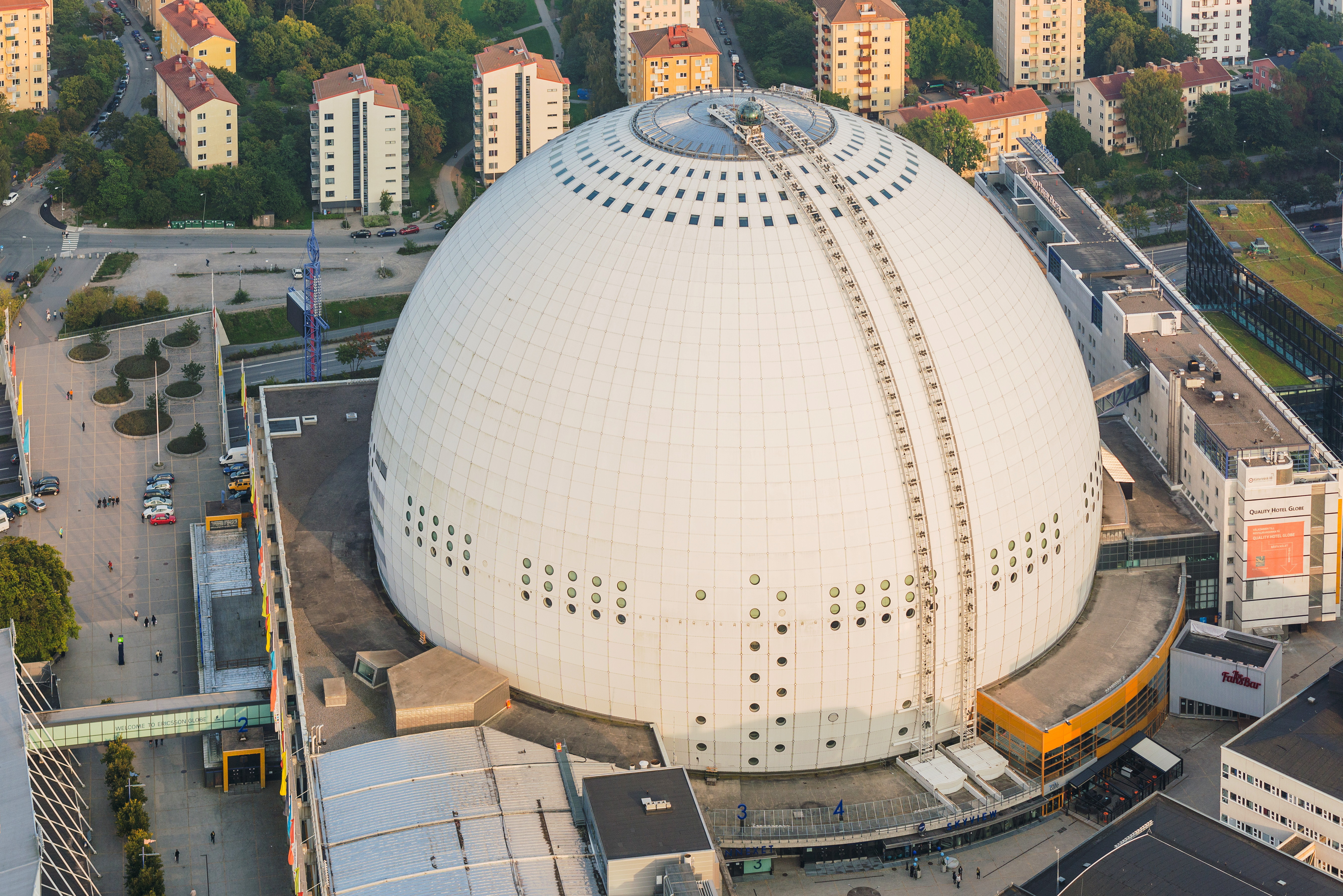
«Глобен Арена» принимала у себя конкурс 2000 года. В мае 2016 года арена приняла «Евровидение-2016»

Карта стран проведения «Евровидения»

Чаще всего (но не всегда) местом проведения конкурса является столица страны, чей представитель выиграл конкурс в предыдущем году. Большую часть организационных расходов берёт на себя сам Европейский вещательный союз. Они покрываются спонсорами и взносами от других участвующих стран.
Обычно подготовку к проведению конкурса страна-победитель начинает уже через несколько недель после победы. Самой большой площадкой для проведения конкурса стал футбольный стадион «Паркен» в Копенгагене (Дания) в 2001 году. Тогда на стадионе присутствовало 38000 зрителей. Самым маленьким городом-«хозяином» «Евровидения» стал ирландский городок Милстрит, имеющий население всего 1500 человек, в мае 1993 года. Однако на «Грин Глинс Арену» пришло гораздо больше зрителей.
Иногда страны отказывались проводить конкурс: так было в 1972 (Монако отказалась проводить конкурс из-за отсутствия подходящей площадки), в 1974 (из-за высоких затрат на проведение отказался Люксембург), в 1980 году (тогда отказался Израиль в связи с затратами на перевод своего телевидения на цветное вещание) и в 2023 (Украинская группа Kalush выиграли, однако Украина отказалась проводить конкурс из-за российского военного вторжения).
Великобритания принимала у себя конкурс чаще всех (9 раз) — в 1960, 1963, 1968, 1972, 1974, 1977, 1982, 1998 и 2023 годах: четыре раза после победы на конкурсе, четыре раза после отказа других стран и один раз по решению ЕВС в целях безопасности. Ирландия и Швеция принимала конкурс у себя семь раз по числу семи своих побед; в том числе Ирландия — это единственная страна, выигрывавшая и принимавшая «Евровидение» три раза подряд.
Начиная с 2017 года, телеканал-организатор должен соблюдать все сроки, установленные ЕВС, и отвечать за своевременную организацию конкурса.
Организаторы также обязаны создать все условия для того, чтобы все участники могли выступить на конкурсе.

## Парад флагов
С 2013 года в начале финала проводится полноценный парад флагов, подобный парадам наций-участников, которые традиционно проводятся на олимпиадах (флаги участников также выносились ещё в 1992, 1993 и 2011 годах, но тогда это были сценические номера с победителями конкурсов предыдущих лет — Каролой (1991), Линдой Мартин и Джонни Логаном (1992) и двойниками Лены Майер-Ландрут (2010). На параде проходят представители-исполнители всех прошедших в финал государств-участников, перед которыми знаменосцы несут национальные флаги с табличками названий стран в порядке, в котором исполнители выступают в финале.

## «Большая пятёрка»
С 2004 года была введена «Большая четвёрка» (англ. Big 4) (Великобритания, Франция, Германия и Испания), проходящая в финал автоматически. Эти страны являются основателями (кроме Великобритании, присоединилась в 1957 году) и главными спонсорами конкурса и собственно ЕВС. В 2011 году Италия вернулась на Евровидение и вошла в Большую четвёрку, после чего она стала Большой пятёркой (англ. Big 5). В 2015 году Австралия также получила право выступить сразу в финале. Однако с 2016 года Австралия, как и все страны кроме Большой пятёрки и страны-победительницы, должна выступать в полуфинале. Преимуществом такого решения является то, что у данных стран (Германии, Великобритании, Испании, Италии, Франции) появится больше времени для репетиций, что улучшит качество шоу и подготовку участников. Также зрители смогут лучше ознакомиться с музыкальными заявками автоматических финалистов конкурса.

## Голосование
Система голосования в конкурсе менялась несколько раз. Нынешняя система голосования существует с 2016 года. Каждая страна присуждает два набора баллов за понравившуюся песню: первый — от профессионального жюри, второй — от телезрителей. Баллы ставятся по системе от 1 до 8, 10 и 12 за более понравившиеся песни. Затем голоса от телезрителей и профессионального жюри суммируются. С 2023 года в полуфиналах голосуют только телезрители.
До этого баллы жюри и телезрителей объединяли в соотношении 50/50. Этот метод голосования использовался с 2009 до 2015 года.
С 1964 года голосование проходит под наблюдением исполнительного руководителя Евровидения, который следит за соблюдением правил и правильным подсчётом голосов.

#### При равенстве баллов
Согласно действующим правилам, если при объявлении итогов оказывается, что на звание победителя могут претендовать две или более стран, набравшие одинаковую сумму баллов, то победителем становится тот из них, за кого отдало баллы наибольшее количество стран. Если и таким образом невозможно выявить победителя, то сравнивают количество максимальных оценок. Если количество двенадцатибалльных оценок одинаково, то подсчитывают количество десятибалльных, а затем восьмибалльных, и так далее, вплоть до оценок в 1 балл. В крайне маловероятном случае, когда и этим способом не удаётся выявить победителя, таковым будет считаться участник, выступавший первым из сравниваемых.
С 2008 года это правило распространяется на процедуру присуждения не только первого, но и всех остальных мест.

#### «Соседское голосование»
По ряду мнений, зрители в первую очередь голосуют за представителей тех стран, с которыми их объединяют наиболее тесные культурно-исторические связи. Замечено, что на конкурсе часто зрители голосуют не за конкретных исполнителей, а за страну, которую они представляют. Например, бывшие югославские республики, республики бывшего Советского Союза, скандинавские страны и стратегические союзники, как правило, дают максимальные баллы друг другу. Так, если проследить историю «Евровидения», то 12 баллов (или один из трёх наивысших баллов) дают друг другу Греция и Кипр, Румыния и Молдова, Россия и Беларусь.
Борьба с соседским голосованием
Основная цель конкурса песни «Евровидение» — стимулировать создание оригинальных композиций в области популярной музыки. Страновой принцип голосования зрителей не способствует достижению этих целей. Поэтому организаторы конкурса ищут способы минимизации его влияния.
С 2008 года конкурс «Евровидение» проводится по новым правилам: теперь он состоит из двух полуфиналов и финала. Два полуфинала — новшество конкурса, вызвавшее оживлённое обсуждение по всей Европе. Эта жёсткая мера была принята по настоятельному предложению главы «Евровидения» Сванте Стокселиуса, дабы свести к минимуму «некорректную практику так называемого солидарного голосования некоторых стран-участниц».
В 2009 году было введено ещё одно новшество — теперь в голосовании вместе со зрителями от каждой страны участвует своё профессиональное жюри, которое должно стараться свести к минимуму соседское голосование: до 2015 года голоса зрителей и жюри суммировались и выводились в общую оценку исполнителю, с 2016 года жюри и зрители голосуют по отдельности. Однако критика в адрес жюри усиливается, поскольку его выбор зачастую не совпадает с мнением зрителей.

## Исполнительный супервайзер
На протяжении всей истории конкурса исполнительный супервайзер наблюдает за результатом и объявлением баллов от имени ЕВС. Исполнительный супервайзер осуществляет контроль за организацией конкурса от имени ЕВС. Со дня победы исполнительный супервайзер контролирует и консультирует телеканал-организатор. Он также обеспечивает соблюдение правил установленным ЕВС. Исполнительный супервайзер контролирует и наблюдает за выступлением артистов, телевизионным производством и процедурой голосования.
| Годы            | Исполнительный супервайзер |
| --------------- | -------------------------- |
| 1956—1957       | Рольф Либерман             |
| 1958—1963       | Александр Ренц             |
| 1964—1965       | Мирослав Вильчек           |
| 1966—1977       | Клиффорд Браун             |
| 1978—1992       | Франк Найф                 |
| 1993—1995       | Христиан Клазуен           |
| 1996, 1998—2002 | Кристин Марчал-Ортис       |
| 1997            | Мари-Клэр Вионнет          |
| 2003            | Сара Юэн                   |
| 2004—2010       | Сванте Стокселиус          |
| 2011—2020       | Юн Ула Санн                |
| 2020—2025       | Мартин Эстердаль           |
| 2025—н. в.      | и. о. Мартин Грин          |

## Референтная группа
Референтная группа было учреждена 1998 году и является исполнительным комитетом, который осуществляет контроль за организацией конкурса. Основными задачами группы являются: разработка и утверждение будущего формата конкурса; обеспечение финансирования; модернизация бренда и ежегодный контроль за подготовкой конкурса у принимающего вещателя.
По состоянию на 2025 год в состав входят:
| Ана Мария Бордас    | RTVE     | председатель |
| Мартин Грин (и.о.)  | ЕВС      | супервайзер  |
| Михаэль Крён        | ORF      | участник     |
| Эбба Адильссон      | SVT      | участник     |
| Мориц Штадлер       | SRG SSR  | участник     |
| Карла Бугальо       | RTP      | участник     |
| Молли Планк         | DR       | участник     |
| Клаудиа ван дер Пас | AVROTROS | участник     |
| Томислав Стингл     | HRT      | участник     |
| Давид Церунян       | AMPTV    | участник     |

## История

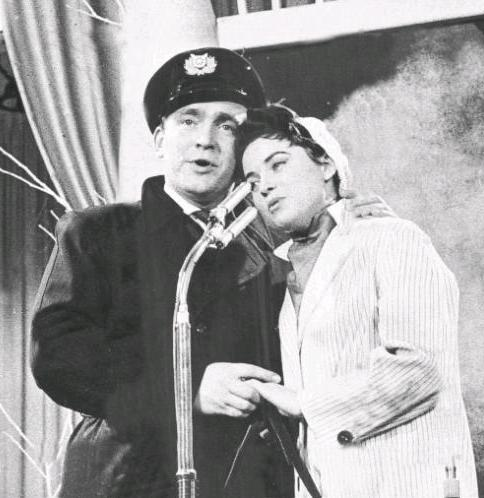
Густав Винклер и Бирте Вильке на «Евровидении-1957»

В середине 1950-х годов члены Европейского вещательного союза (ЕВС) «загорелись» идеей создания зрелищной развлекательной программы, которая бы способствовала культурному объединению послевоенной Европы. В январе 1950 года генеральный директор Швейцарского телевидения Марсель Безансон предложил международный конкурс песни, определявший лучшую песню Европы. Его идея была одобрена на Генеральной Ассамблее ЕВС в Риме 19 октября 1955 года. За образец был взят музыкальный фестиваль в Сан-Ремо (Италия).
Официально заявленная цель конкурса звучала так: конкурс песни «Евровидение» — это ежегодный фестиваль, который транслируется по Европе и создан, «чтобы способствовать появлению талантливых и оригинальных песен в жанре поп-музыки при помощи соревнования между авторами и певцами и путём сравнения их творчества на международном уровне». На самом же деле, шоу попросту должно было способствовать увеличению популярности телевидения в 1950-х годах.
Конкурс, изначально известный как «Гран-при „Евровидения“», впервые прошёл в городе Лугано (Швейцария) 24 мая 1956 года. Участвовало семь стран, каждая из которых представила по 2 песни. Это был единственный случай, когда одна страна представляла более одной песни. Конкурс выиграла страна-хозяйка, которую представляла Лиз Ассиа с песней «Refrain».
Со временем число желающих принять участие в конкурсе постоянно росло, и их одновременное выступление стало невозможным. Тогда было принято решение отстранять от конкурса, проводящегося в следующем году, страны, показавшие наихудшие результаты. В 2004 году конкурс разделили на полуфинал и финал, для того, чтобы все желающие страны могли участвовать в конкурсе. С 2008 года проводится 2 полуфинала.
Самые успешные страны-участницы — Ирландия, чьи представители побеждали 7 раз (в том числе 3 раза подряд), и вслед за ней Швеция, которая тоже побеждала 7 раз, а также Великобритания, Франция, Люксембург и Нидерланды с 5 победами. Израиль выигрывал конкурс 4 раза, Дания, Норвегия, Швейцария, Италия и Украина — по 3 раза.
Название конкурса происходит от названия сети распространения телепрограмм «Евровидение», принадлежащей Европейскому вещательному союзу. Поскольку это событие вызывает наибольший интерес среди всех программ, распространяемых «Евровидением», конкурс песни чаще называют просто «Евровидение».
Музыкальная тема, звучащая перед и после трансляций конкурса песни «Евровидения» (и других трансляций «Евровидения») — это прелюдия к Te Deum Марка-Антуана Шарпантье.

### Логотип конкурса
Первый единый логотип появился в 2004 году для улучшения узнаваемости конкурса. Надпись «Eurovision» была стилизована под рукописное написание, а вместо буквы «v» в центре логотипа располагалось сердце, в которое вписывали флаг принимающей страны. Ежегодно принимающая страна также разрабатывает свою визуальную тему и слоган.
К 60-летию конкурса песни «Евровидение» Европейский вещательный союз пришёл к единогласному мнению о перерисовке логотипа конкурса, дабы отметить сразу два юбилея: юбилей конкурса и юбилей логотипа (10-летие). Сам логотип подвергся небольшим косметическим изменениям, а именно:
- Слово «Euro(v)ision» стало более аккуратным.
- Слова «Song Contest» и «Год и город проведения конкурса» сменили свой шрифт на Gotham.
- Сердце также подверглось изменению и стало более аккуратным.
- Флаг принимающей страны внутри сердца теперь располагается под углом

### Слоганы конкурсов
Начиная с 2002 года, каждый конкурс проходил под своим слоганом (темой). Исключением стало лишь «Евровидение-2009», когда конкурс проходил без общего официального слогана, но у каждой страны был свой слоган. С 2024 года конкурс начал использовать постоянный слоган.
| Год | Город       | Слоган                                                                     |
| --- | ----------- | -------------------------------------------------------------------------- |
| Слоганы отсутствовали на конкурсах с 1956 по 2001 годы |             |                                                                            |
| 2002 | Таллин      | «A Modern Fairytale» (Современная сказка)                                  |
| 2003 | Рига        | «Magical Rendezvous» (Волшебное свидание)                                  |
| 2004 | Стамбул     | «Under the Same Sky» (Под одним небом)                                     |
| 2005 | Киев        | «Awakening» (Пробуждение)                                                  |
| 2006 | Афины       | «Feel the Rhythm!» (Почувствуй ритм)                                       |
| 2007 | Хельсинки   | «True Fantasy» (Правдивая фантазия)                                        |
| 2008 | Белград     | «Confluence of Sound» (Слияние звука)                                      |
| 2009 | Москва      | Официального слогана не было. У каждой страны был свой собственный слоган. |
| 2010 | Осло        | «Share the Moment!» (Раздели момент!)                                      |
| 2011 | Дюссельдорф | «Feel Your Heart Beat!» (Почувствуй биение своего сердца!)                 |
| 2012 | Баку        | «Light Your Fire!» (Зажги свой огонь!)                                     |
| 2013 | Мальмё      | «We Are One» (Мы едины)                                                    |
| 2014 | Копенгаген  | «#JoinUs» (#ПрисоединяйсякНам)                                             |
| 2015 | Вена        | «Building Bridges» (Возводя мосты)                                         |
| 2016 | Стокгольм   | «Come Together» (Объединяйтесь)                                            |
| 2017 | Киев        | «Celebrate Diversity» (Празднуй разнообразие)                              |
| 2018 | Лиссабон    | «All Aboard!» (Все на борт!)                                               |
| 2019 | Тель-Авив   | «Dare to Dream» (Осмелься мечтать)                                         |
| Конкурс 2020 года, который должен был пройти в Роттердаме, был отменён из-за пандемии COVID-19. Официальный слоган конкурса присвоили конкурсу 2021 года. |             |                                                                            |
| 2021 | Роттердам   | «Open Up» (Откройся)                                                       |
| 2022 | Турин       | «The Sound of Beauty» (Звук красоты)                                       |
| 2023 | Ливерпуль   | «United by Music» (Объединённые музыкой)                                   |
| 2024 | Мальмё      | «United by Music» (Объединённые музыкой)                                   |
| 2025 | Базель      | «United by Music» (Объединённые музыкой)                                   |
| 2026 | Вена        | «United by Music» (Объединённые музыкой)                                   |
| C 2024 года слоган «United by Music» (Объединённые музыкой) стал постоянным слоганом конкурса.                                                            |             |                                                                            |

### Отмена «Евровидения»
На данный момент был только единственный случай отмены конкурса. В 2020 году, впервые за свою 65-летнюю историю, конкурс песни «Евровидение» был отменён в связи с пандемией коронавируса COVID-19 в целях прекращения его массового распространения. Вместо конкурса 16 мая европейские телерадиокомпании — члены Европейского вещательного союза транслировали в прямом эфире специальное концертное шоу «Евровидение: Europe Shine a Light».

## Стиль музыки

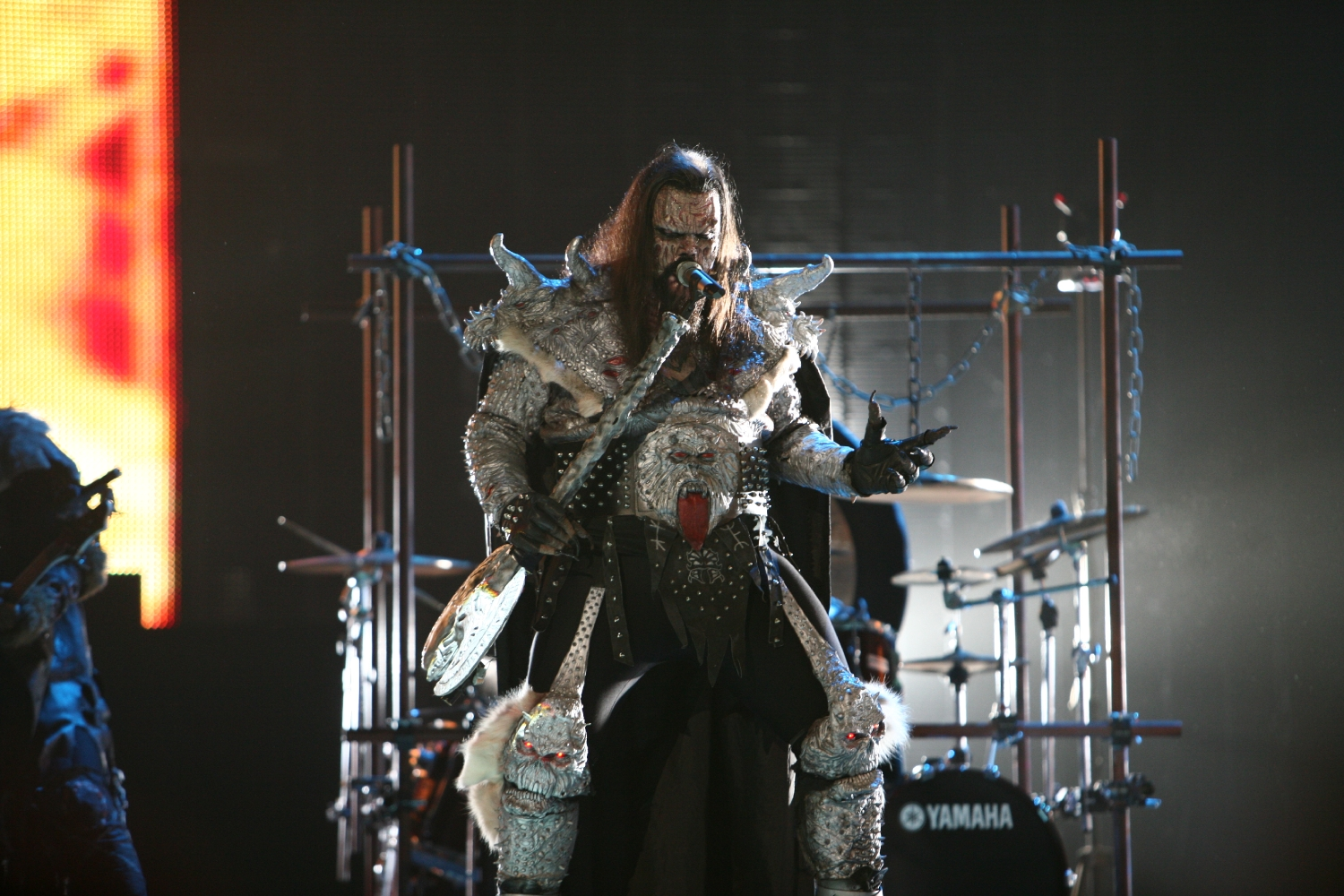
Выступление Lordi на «Евровидении» считается одним из самых экстравагантных за историю конкурса

Формально стиль музыки ничем не ограничен, выбор жанра исполняемой музыки остаётся за исполнителем и органом, отбирающим песню. Ограничения накладываются лишь на тексты — не допускаются нецензурные выражения, политические призывы, оскорбления, что в конечном итоге это чаще всего приводит к внесениям изменений в текстах песен для конкурса песни в случае наличия таковых. Но за годы существования у конкурса сложился свой «формат», под который пишутся песни, с учётом вкусов голосующих зрителей. Чаще всего конкурсанты исполняют поп-музыку (европоп) или эстрадную обработку народной музыки (фолк).
Исполнители рока, блюза, джаза, рэпа иногда участвуют в конкурсе, а начиная с 2000-х годов их участие стало почти регулярным. Но они редко добиваются успеха, так как зрители «Евровидения» — далеко не их целевая аудитория. Редкими исключениями стали в 2002 году победа джаз-певицы Marie N из Латвии, в 2006 году — победа костюмированной хард-рок-группы Lordi из Финляндии, в 2021 — итальянской группы Måneskin, исполнившей песню в жанре глэм-рок, в 2022 — украинской группы Kalush Orchestra, исполнившей песню в жанре фолк-рэпа, и в 2024 — швейцарский исполнитель Nemo, исполнивший песню в жанре EDM с элементами оперного вокала. В 2010 году альтернативная рок-группа MaNga из Турции едва не повторила успех Lordi и заняла 2-е место. Но многие другие, не менее известные, «жанровые» исполнители, такие как Teräsbetoni, The Ark, Zdob şi Zdub, «Мумий Тролль», Vanilla Ninja, Wig Wam, Mor ve Ötesi, Роже Цицеро, Алёнка Готар и другие, успеха на конкурсе не добились. В 2010-х годах наблюдалась тенденция к использованию элементов дабстепа в исполняемых композициях, например у Черногории (Who See — «Igranka») (в 2013 году), у Армении (в 2014 году) или Словении (в 2013 и 2018 году).
Также конкурсантами «Евровидения» были оперные певцы, например, на «Евровидении-2013» Румынию представлял Чезар, а на «Евровидении-2018» Эстонию представляла эстонская певица Элина Нечаева, исполнявшая композицию на итальянском языке в стиле оперной музыки. Были случаи, когда в «Евровидении» участвовали люди, основные профессии которых не связаны с музыкой — к примеру, на «Евровидении-2013» за Мальту выступал врач-педиатр Джанлука Беццина, занявший 8 место.

## Страны-участницы
В конкурсе песни «Евровидения» могут участвовать страны, входящие в Европейский вещательный союз. Также участвуют в конкурсе расположенные в Азии государства: Армения, Израиль и Кипр, имеющие незначительные территории в Европе: Азербайджан и Грузия, а также частично расположенная в Европе и (бо́льшие части) в Азии — Турция. Неевропейская и не входящая в ЕВС Австралия принимает участие с 2015 года.

Карта «Евровидения»:
— страны участвовали в конкурсе хотя бы один раз;
— которые принимали участие в составе другой страны;
— которые хотели участвовать, но по каким-то причинам снимали заявку;
— которые могут участвовать и даже состоят в Европейском вещательном союзе, но не заинтересованы в этом.

Всего в конкурсе в разное время принимали участие 52 страны: Австралия, Австрия, Азербайджан, Албания, Андорра, Армения, Беларусь, Бельгия, Болгария, Босния и Герцеговина, Великобритания, Венгрия, Германия, Греция, Грузия, Дания, Израиль, Ирландия, Исландия, Испания, Италия, Кипр, Латвия, Литва, Люксембург, Мальта, Марокко, Молдова, Монако, Нидерланды, Норвегия, Польша, Португалия, Россия, Румыния, Сан-Марино, Северная Македония, Сербия, Словакия, Словения, Турция, Украина, Финляндия, Франция, Хорватия, Черногория, Чехия, Швеция, Швейцария, Эстония; а также ныне несуществующие страны Югославия и Сербия и Черногория.
Страны, ранее участвовавшие в конкурсе, но в настоящее время не принимающие в нём участие: Андорра, Беларусь, Болгария, Босния и Герцеговина, Венгрия, Марокко, Монако, Россия, Румыния, Северная Македония, Словакия, Турция.
Италия, как одна из стран-основательниц и главных финансистов ЕВС (и конкурса в прошлом), имеет право входить в «большую пятёрку» и активно участвовала в конкурсе четыре десятилетия, однако с 1998 по 2010 год бойкотировала конкурс. В 2011 году Италия решила вернуться. Принципиально отказывались от участия на конкурсе также в последние годы Монако (из-за «засилия» восточноевропейских участников), Чехия (из-за «недооценки»), издавна Марокко (из-за участия Израиля), а также ранее отказывались Грузия (в 2009-м), Украина (в 2015-м) и другие. Также в разные годы разные страны называли финансовые причины неучастия.
Ещё семь стран-членов ЕВС могут участвовать в конкурсе, но пока никогда этого не делали. В их число входят Алжир, Ватикан, Египет, Иордания, Ливан, Ливия и Тунис. В 1977 году Тунис и в 2005 году Ливан предпринимали попытки участия, но отказались из-за участия Израиля. Намерение войти в ЕВС с последующим правом на возможное участие в конкурсе имеют Палестина (находится в статусе «одобренных участников»), Казахстан, Катар, Косово и Лихтенштейн («ожидающие участники»). В случаях с Палестиной и Косово до настоящего времени это было неосуществимо по политическим причинам. Лихтенштейн имел намерение принять участие несколько раз, но пока этого не произошло ввиду отсутствия членства в ЕВС.
Казахстан также пока не участвует и ждёт удовлетворения поданной заявки с 2008 года, все попытки переговоров вступить в ЕВС были безуспешными. С 2016 года Казахстан стал ассоциированным членом ЕВС, что позволит в будущем участвовать в конкурсе. Казахстан, как и Австралия, находится за пределами европейской зоны вещания.
В последние годы в Великобритании высказывались намерения участия в конкурсе (подобно европейскому первенству по футболу) тремя отдельными командами — от Англии, Шотландии и Уэльса. В частности, заявлялось, что это может быть реализовано в случае отмены правила автоматического участия в финале стран «большой пятёрки» (см. выше).
Некоторые зависимые территории относятся к европейским странам, но не входят в ЕВС и не участвовали в конкурсе — Гернси, Джерси, Мэн (находятся под юрисдикцией Британской короны, однако не являются частью Великобритании и не входят в Евросоюз), Гренландия (географически не относится к Европе), Фарерские острова (юридически также не входят в Евросоюз) и острова Мальорки.

### Уходы, возвращения и дебюты
Чтобы распустить объединённые ячейки, нажмите на ячейку «Год».
| Год  | Место проведения | Дата         | ВУ       | Дебюты                                                              | Возвращения                                                          | Уходы                                                                  | Победитель                                   |
| ---- | ---------------- | ------------ | -------- | ------------------------------------------------------------------- | -------------------------------------------------------------------- | ---------------------------------------------------------------------- | -------------------------------------------- |
| 1956 | Швейцария        | 24 мая       | 12 / 7   | 7: Бельгия, Италия, Люксембург, Нидерланды, Франция, ФРГ, Швейцария | —                                                                    | —                                                                      | Швейцария                                    |
| 1957 | ФРГ              | 3 марта      | 10       | 3: Австрия, Великобритания, Дания                                   | —                                                                    | —                                                                      | Нидерланды                                   |
| 1958 | Нидерланды       | 12 марта     | 10       | 1: Швеция                                                           | —                                                                    | 1: Великобритания                                                      | Франция                                      |
| 1959 | Франция          | 11 марта     | 11       | 1: Монако                                                           | 1: Великобритания                                                    | 1: Люксембург                                                          | Нидерланды                                   |
| 1960 | Великобритания   | 29 марта     | 13       | 1: Норвегия                                                         | 1: Люксембург                                                        | —                                                                      | Франция                                      |
| 1961 | Франция          | 18 марта     | 16       | 3: Испания, Финляндия, Югославия                                    | —                                                                    | —                                                                      | Люксембург                                   |
| 1962 | Люксембург       | 18 марта     | 16       | —                                                                   | —                                                                    | —                                                                      | Франция                                      |
| 1963 | Великобритания   | 23 марта     | 16       | —                                                                   | —                                                                    | —                                                                      | Дания                                        |
| 1964 | Дания            | 21 марта     | 16       | 1: Португалия                                                       | —                                                                    | 1: Швеция                                                              | Италия                                       |
| 1965 | Италия           | 20 марта     | 18       | 1: Ирландия                                                         | 1: Швеция                                                            | —                                                                      | Люксембург                                   |
| 1966 | Люксембург       | 5 марта      | 18       | —                                                                   | —                                                                    | —                                                                      | Австрия                                      |
| 1967 | Австрия          | 8 апреля     | 17       | —                                                                   | —                                                                    | 1: Дания                                                               | Великобритания                               |
| 1968 | Великобритания   | 6 апреля     | 17       | —                                                                   | —                                                                    | —                                                                      | Испания                                      |
| 1969 | Испания          | 29 марта     | 16       | —                                                                   | —                                                                    | 1: Австрия                                                             | Великобритания, Испания, Нидерланды, Франция |
| 1970 | Нидерланды       | 21 марта     | 12       | —                                                                   | —                                                                    | 4: Норвегия, Португалия, Финляндия, Швеция                             | Ирландия                                     |
| 1971 | Ирландия         | 3 апреля     | 18       | 1: Мальта                                                           | 5: Австрия, Норвегия, Португалия, Финляндия, Швеция                  | —                                                                      | Монако                                       |
| 1972 | Великобритания   | 25 марта     | 18       | —                                                                   | —                                                                    | —                                                                      | Люксембург                                   |
| 1973 | Люксембург       | 7 апреля     | 17       | 1: Израиль                                                          | —                                                                    | 2: Австрия, Мальта                                                     | Люксембург                                   |
| 1974 | Великобритания   | 6 апреля     | 17       | 1: Греция                                                           | —                                                                    | 1: Франция                                                             | Швеция                                       |
| 1975 | Швеция           | 22 марта     | 19       | 1: Турция                                                           | 2: Мальта, Франция                                                   | 1: Греция                                                              | Нидерланды                                   |
| 1976 | Нидерланды       | 3 апреля     | 18       | —                                                                   | 2: Австрия, Греция                                                   | 3: Мальта, Турция, Швеция                                              | Великобритания                               |
| 1977 | Великобритания   | 7 мая        | 18       | —                                                                   | 1: Швеция                                                            | 1: Югославия                                                           | Франция                                      |
| 1978 | Франция          | 22 апреля    | 20       | —                                                                   | 2: Дания, Турция                                                     | —                                                                      | Израиль                                      |
| 1979 | Израиль          | 31 марта     | 19       | —                                                                   | —                                                                    | 1: Турция                                                              | Израиль                                      |
| 1980 | Нидерланды       | 19 апреля    | 19       | 1: Марокко                                                          | 1: Турция                                                            | 2: Израиль, Монако                                                     | Ирландия                                     |
| 1981 | Ирландия         | 4 апреля     | 20       | 1: Кипр                                                             | 2: Израиль, Югославия                                                | 2: Италия, Марокко                                                     | Великобритания                               |
| 1982 | Великобритания   | 24 апреля    | 18       | —                                                                   | —                                                                    | 2: Греция, Франция                                                     | ФРГ                                          |
| 1983 | ФРГ              | 23 апреля    | 20       | —                                                                   | 3: Греция, Италия, Франция                                           | 1: Ирландия                                                            | Люксембург                                   |
| 1984 | Люксембург       | 5 мая        | 19       | —                                                                   | 1: Ирландия                                                          | 2: Греция, Израиль                                                     | Швеция                                       |
| 1985 | Швеция           | 4 мая        | 19       | —                                                                   | 2: Греция, Израиль                                                   | 2: Нидерланды, Югославия                                               | Норвегия                                     |
| 1986 | Норвегия         | 3 мая        | 20       | 1: Исландия                                                         | 2: Нидерланды, Югославия                                             | 2: Греция, Италия                                                      | Бельгия                                      |
| 1987 | Бельгия          | 9 мая        | 22       | —                                                                   | 2: Греция, Италия                                                    | —                                                                      | Ирландия                                     |
| 1988 | Ирландия         | 30 апреля    | 21       | —                                                                   | —                                                                    | 1: Кипр                                                                | Швейцария                                    |
| 1989 | Швейцария        | 6 мая        | 22       | —                                                                   | 1: Кипр                                                              | —                                                                      | Югославия                                    |
| 1990 | Югославия        | 5 мая        | 22       | —                                                                   | —                                                                    | —                                                                      | Италия                                       |
| 1991 | Италия           | 4 мая        | 22       | —                                                                   | 1: Мальта                                                            | 1: Нидерланды                                                          | Швеция                                       |
| 1992 | Швеция           | 9 мая        | 23       | —                                                                   | 1: Нидерланды                                                        | —                                                                      | Ирландия                                     |
| 1993 | Ирландия         | 15 мая       | 25       | 3: Босния и Герцеговина, Словения, Хорватия                         | —                                                                    | 1: Югославия (навсегда)                                                | Ирландия                                     |
| 1994 | Ирландия         | 30 апреля    | 25       | 7: Венгрия, Литва, Польша, Россия, Румыния, Словакия, Эстония       | —                                                                    | 7: Бельгия, Дания, Израиль, Италия, Люксембург, Словения, Турция       | Ирландия                                     |
| 1995 | Ирландия         | 13 мая       | 23       | —                                                                   | 5: Бельгия, Дания, Израиль, Словения, Турция                         | 7: Литва, Нидерланды, Румыния, Словакия, Финляндия, Швейцария, Эстония | Норвегия                                     |
| 1996 | Норвегия         | 18 мая       | 23*      | —                                                                   | 5: Нидерланды, Словакия, Финляндия, Швейцария, Эстония               | 5*: Венгрия, Германия, Дания, Израиль, Россия                          | Ирландия                                     |
| 1997 | Ирландия         | 3 мая        | 25       | —                                                                   | 5*: Венгрия, Германия, Дания, Италия, Россия                         | 3*: Бельгия, Словакия, Финляндия                                       | Великобритания                               |
| 1998 | Великобритания   | 9 мая        | 25       | 1: Македония                                                        | 5: Бельгия, Израиль, Румыния, Словакия, Финляндия                    | 6: Австрия, Босния и Герцеговина, Дания, Исландия, Италия, Россия      | Израиль                                      |
| 1999 | Израиль          | 29 мая       | 23       | —                                                                   | 5: Австрия, Босния и Герцеговина, Дания, Исландия, Литва             | 7: Венгрия, Греция, Македония, Румыния, Словакия, Финляндия, Швейцария | Швеция                                       |
| 2000 | Швеция           | 13 мая       | 24       | 1: Латвия                                                           | 5: Македония, Россия, Румыния, Финляндия, Швейцария                  | 5: Босния и Герцеговина, Литва, Польша, Португалия, Словения           | Дания                                        |
| 2001 | Дания            | 12 мая       | 23       | —                                                                   | 6: Босния и Герцеговина, Греция, Литва, Польша, Португалия, Словения | 7: Австрия, Бельгия, Кипр, Македония, Румыния, Финляндия, Швейцария    | Эстония                                      |
| 2002 | Эстония          | 25 мая       | 24       | —                                                                   | 7: Австрия, Бельгия, Кипр, Македония, Румыния, Финляндия, Швейцария  | 6: Ирландия, Исландия, Нидерланды, Норвегия, Польша, Португалия        | Латвия                                       |
| 2003 | Латвия           | 24 мая       | 26       | 1: Украина                                                          | 6: Ирландия, Исландия, Нидерланды, Норвегия, Польша, Португалия      | 5: Дания, Литва, Македония, Финляндия Швейцария                        | Турция                                       |
| 2004 | Турция           | 12/15 мая    | 36       | 4: Албания, Андорра, Беларусь, Сербия и Черногория                  | 6: Дания, Литва, Македония, Монако, Финляндия, Швейцария             | —                                                                      | Украина                                      |
| 2005 | Украина          | 19/21 мая    | 39       | 2: Болгария, Молдова                                                | 1: Венгрия                                                           | —                                                                      | Греция                                       |
| 2006 | Греция           | 18/20 мая    | 37**     | 1: Армения                                                          | —                                                                    | 3: Австрия, Венгрия, Сербия и Черногория (навсегда)                    | Финляндия                                    |
| 2007 | Финляндия        | 10/12 мая    | 42       | 4: Грузия, Сербия, Черногория, Чехия                                | 2: Австрия, Венгрия                                                  | 1: Монако                                                              | Сербия                                       |
| 2008 | Сербия           | 20/22/24 мая | 43       | 2: Азербайджан, Сан-Марино                                          | —                                                                    | 1: Австрия                                                             | Россия                                       |
| 2009 | Россия           | 12/14/16 мая | 42       | —                                                                   | 1: Словакия                                                          | 2: Грузия, Сан-Марино                                                  | Норвегия                                     |
| 2010 | Норвегия         | 25/27/29 мая | 39       | —                                                                   | 1: Грузия                                                            | 4: Андорра, Венгрия, Черногория, Чехия                                 | Германия                                     |
| 2011 | Германия         | 10/12/14 мая | 43       | —                                                                   | 4: Австрия, Венгрия, Италия, Сан-Марино                              | —                                                                      | Азербайджан                                  |
| 2012 | Азербайджан      | 22/24/26 мая | 42       | —                                                                   | 1: Черногория                                                        | 2: Армения, Польша                                                     | Швеция                                       |
| 2013 | Швеция           | 14/16/18 мая | 39       | —                                                                   | 1: Армения                                                           | 4: Босния и Герцеговина, Португалия, Словакия, Турция                  | Дания                                        |
| 2014 | Дания            | 6/8/10 мая   | 37       | —                                                                   | 2: Польша, Португалия                                                | 4: Болгария, Кипр, Сербия, Хорватия                                    | Австрия                                      |
| 2015 | Австрия          | 19/21/23 мая | 40       | 1: Австралия                                                        | 3: Кипр, Сербия, Чехия                                               | 1: Украина                                                             | Швеция                                       |
| 2016 | Швеция           | 10/12/14 мая | 42       | —                                                                   | 4: Болгария, Босния и Герцеговина, Украина, Хорватия                 | 2: Португалия, Румыния                                                 | Украина                                      |
| 2017 | Украина          | 9/11/13 мая  | 42       | —                                                                   | 2: Португалия, Румыния                                               | 2: Босния и Герцеговина, Россия                                        | Португалия                                   |
| 2018 | Португалия       | 8/10/12 мая  | 43       | —                                                                   | 1: Россия                                                            | —                                                                      | Израиль                                      |
| 2019 | Израиль          | 14/16/18 мая | 41       | —                                                                   | —                                                                    | 2: Болгария, Украина                                                   | Нидерланды                                   |
| 2020 | Нидерланды       | 12/14/16 мая | 0***     | Конкурс отменён                                                     | Конкурс отменён                                                      | Конкурс отменён                                                        | Конкурс отменён                              |
| 2021 | Нидерланды       | 18/20/22 мая | 39       | —                                                                   | 2: Болгария, Украина                                                 | 4: Армения, Беларусь (дисквалификация), Венгрия, Черногория            | Италия                                       |
| 2022 | Италия           | 10/12/14 мая | 40       | —                                                                   | 2: Армения, Черногория                                               | 1: Россия (дисквалификация)                                            | Украина                                      |
| 2023 | Великобритания   | 9/11/13 мая  | 37       | —                                                                   | —                                                                    | 3: Болгария, Северная Македония, Черногория                            | Швеция                                       |
| 2024 | Швеция           | 7/9/11 мая   | 37       | —                                                                   | 1: Люксембург                                                        | 1: Румыния                                                             | Швейцария                                    |
| 2025 | Швейцария        | 13/15/17 мая | 37       | —                                                                   | 1: Черногория                                                        | 1: Молдова                                                             | Австрия                                      |
| 2026 | Австрия          | 12/14/16 мая | 20 (ндм) |                                                                     |                                                                      |                                                                        |                                              |

## Рейтинг стран-участниц
Ниже указан рейтинг стран — участниц конкурса песни «Евровидение» с 1956 по 2025 год. Страны, участвующие в отборочных турах 1993 («Квалификация за Милстрит») и 1996 годов, но не прошедшие в финалы конкурса, не учтены (указаны в сносках). Вторые места на конкурсе 1956 года не учтены, так как формально не присуждались, а лишь была объявлена победительница.
Список отсортирован по количеству занятых мест (I, II, III, IV, V), затем, если у стран одинаковые результаты, — по количеству участий, далее — по алфавиту. Жирным выделены наибольшие показатели в каждом столбце, соответствующему своей категории.
| №  | Страна               | I | II | III | IV | V  | Топ-5 | Всего участий | Победа                                   |
| -- | -------------------- | - | -- | --- | -- | -- | ----- | ------------- | ---------------------------------------- |
| 1  | Ирландия             | 7 | 4  | 1   | 3  | 4  | 18    | 58            | 1970, 1980, 1987, 1992, 1993, 1994, 1996 |
| 2  | Швеция               | 7 | 1  | 7   | 4  | 10 | 28    | 64            | 1974, 1984, 1991, 1999, 2012, 2015, 2023 |
| 3  | Великобритания       | 5 | 16 | 3   | 5  | 1  | 30    | 67            | 1967, 1969, 1976, 1981, 1997             |
| 4  | Нидерланды           | 5 | 1  | 1   | 2  | 2  | 12    | 66            | 1957, 1959, 1969, 1975, 2019             |
| 5  | Франция              | 5 | 5  | 7   | 10 | 3  | 29    | 67            | 1958, 1960, 1962, 1969, 1977             |
| 6  | Люксембург           | 5 | 0  | 2   | 5  | 1  | 13    | 39            | 1961, 1965, 1972, 1973, 1983             |
| 7  | Израиль              | 4 | 3  | 2   | 2  | 3  | 14    | 47            | 1978, 1979, 1998, 2018                   |
| 8  | Италия               | 3 | 3  | 5   | 3  | 6  | 20    | 50            | 1964, 1990, 2021                         |
| 9  | Швейцария            | 3 | 4  | 4   | 6  | 2  | 18    | 65            | 1956, 1988, 2024                         |
| 10 | Украина              | 3 | 2  | 2   | 1  | 1  | 9     | 20            | 2004, 2016, 2022                         |
| 11 | Дания                | 3 | 1  | 3   | 2  | 5  | 14    | 53            | 1963, 2000, 2013                         |
| 12 | Норвегия             | 3 | 1  | 1   | 3  | 4  | 12    | 63            | 1985, 1995, 2009                         |
| 13 | Австрия              | 3 | 0  | 1   | 1  | 4  | 9     | 56            | 1966, 2014, 2025                         |
| 14 | Германия             | 2 | 4  | 5   | 4  | 2  | 17    | 68            | 1982, 2010                               |
| 15 | Испания              | 2 | 4  | 2   | 2  | 1  | 11    | 64            | 1968, 1969                               |
| 16 | Россия               | 1 | 4  | 4   | 0  | 1  | 10    | 23            | 2008                                     |
| 17 | Бельгия              | 1 | 2  | 0   | 4  | 2  | 9     | 66            | 1986                                     |
| 18 | Монако               | 1 | 1  | 3   | 3  | 2  | 10    | 24            | 1971                                     |
| 19 | Турция               | 1 | 1  | 1   | 3  | 0  | 6     | 34            | 2003                                     |
| 20 | Азербайджан          | 1 | 1  | 1   | 1  | 1  | 5     | 17            | 2011                                     |
| 21 | Финляндия            | 1 | 1  | 0   | 0  | 0  | 2     | 58            | 2006                                     |
| 22 | Греция               | 1 | 0  | 3   | 0  | 2  | 6     | 45            | 2005                                     |
| 23 | Эстония              | 1 | 0  | 2   | 1  | 1  | 4     | 30            | 2001                                     |
| 24 | Латвия               | 1 | 0  | 1   | 0  | 1  | 3     | 25            | 2002                                     |
| 25 | Сербия               | 1 | 0  | 1   | 0  | 1  | 3     | 17            | 2007                                     |
| 26 | Югославия            | 1 | 0  | 0   | 3  | 0  | 4     | 27            | 1989                                     |
| 27 | Португалия           | 1 | 0  | 0   | 0  | 0  | 1     | 56            | 2017                                     |
| 28 | Мальта               | 0 | 2  | 2   | 0  | 1  | 5     | 37            |                                          |
| 29 | Исландия             | 0 | 2  | 0   | 2  | 0  | 4     | 37            |                                          |
| 30 | Хорватия             | 0 | 1  | 0   | 2  | 1  | 4     | 30            |                                          |
| 31 | Болгария             | 0 | 1  | 0   | 1  | 1  | 3     | 14            |                                          |
| 32 | Кипр                 | 0 | 1  | 0   | 0  | 3  | 4     | 41            |                                          |
| 33 | Австралия            | 0 | 1  | 0   | 0  | 1  | 2     | 10            |                                          |
| 34 | Польша               | 0 | 1  | 0   | 0  | 0  | 1     | 27            |                                          |
| 35 | Сербия и Черногория  | 0 | 1  | 0   | 0  | 0  | 1     | 2             |                                          |
| 36 | Румыния              | 0 | 0  | 2   | 1  | 0  | 3     | 23            |                                          |
| 37 | Босния и Герцеговина | 0 | 0  | 1   | 0  | 0  | 1     | 19            |                                          |
| 38 | Молдова              | 0 | 0  | 1   | 0  | 0  | 1     | 19            |                                          |
| 39 | Армения              | 0 | 0  | 0   | 2  | 0  | 2     | 17            |                                          |
| 40 | Венгрия              | 0 | 0  | 0   | 1  | 1  | 2     | 17            |                                          |
| 41 | Албания              | 0 | 0  | 0   | 0  | 1  | 1     | 21            |                                          |

Ниже указаны страны, которые не занимали места выше шестого, то есть не входили в топ-5. Список отсортирован по наивысшему занятому месту, затем, если у стран одинаковые результаты, — по количеству участий.
| №  | Страна             | Лучший результат | Всего участий |
| -- | ------------------ | ---------------- | ------------- |
| 42 | Чехия              | 6 ( 2018)        | 13            |
| 43 | Беларусь           | 6 ( 2007)        | 16            |
| 44 | Литва              | 6 ( 2006)        | 25            |
| 45 | Северная Македония | 7 ( 2019)        | 21            |
| 46 | Словения           | 7 ( 1995, 2001)  | 30            |
| 47 | Грузия             | 9 ( 2010, 2011)  | 17            |
| 48 | Черногория         | 13 ( 2015)       | 13            |
| 49 | Словакия           | 18 ( 1996)       | 7             |
| 50 | Марокко            | 18 ( 1980)       | 1             |
| 51 | Сан-Марино         | 19 ( 2019)       | 15            |
| 52 | Андорра            | 12 (п/ф) ( 2007) | 6             |

Примечания
1. 1 2 3 4  Четыре страны — Великобритания, Испания, Нидерланды и Франция, заняли первое место, и, поскольку в то время не было никаких правил, разрешающих ничью, все они были объявлены победителями.
2. 1 2 3 4 5 6  Результаты участия страны в отборочном туре 1996 года не учтены.
3. 1 2  Результаты участия страны в отборочном туре 1993 года («Квалификация за Милстрит») не учтены.

### Нереализованная идея участия Советского Союза
Эдуард Фомин, бывший сотрудник Министерства просвещения, открыл журналистам в 2009 году одну из не оглашавшихся ранее страниц истории советской культуры. В 1987 году в начале перестройки, гласности и новой разрядки, в министерстве просвещения Советского Союза рассматривалась возможность участия Советского Союза в престижном европейском музыкальном конкурсе «Евровидение». «Георгий Петрович Веселов предложил отправить Валерия Леонтьева, молодого талантливого певца», — рассказал чиновник. Однако идея Георгия Веселова не была поддержана в Коммунистической партии Советского Союза и, как ни странно, самим инициатором перестройки и гласности Горбачёвым. Даже в министерстве просвещения большинство было настроено на то, что Советский Союз ещё не готов к столь радикальным шагам.

## Языки
Официальные языки конкурса песни «Евровидение» — английский и французский. Исполнитель может исполнить песню на любом языке.

## Рекорды

### Страны
- Ирландии и Швеции принадлежит рекорд по количеству выигрышей на конкурсе — по 7 побед у каждой из них, включая 3 раза подряд победы у Ирландии (1992—1994). Далее — Великобритания, Франция, Нидерланды и Люксембург, на их счету по 5 побед. Великобритания из 66 конкурсов (1957—2024) двадцать три раза занимала места в первой тройке: 5 раз первое место; 16 — второе и 3 — третье. Последний раз это было в 2022 году, когда страну представлял Сэм Райдер, заняв второе место.
- В ранние годы конкурс выигрывали «традиционные» страны «Евровидения»: Люксембург, Франция, Нидерланды. Однако в последние несколько десятилетий ни одна из них, кроме Швеции, добиться успеха не может. Швеция выиграла конкурс в 2023 году. Нидерланды в последний раз выигрывали в 1975 году перед тем, как выиграли конкурс в 2019 году, а Люксембург — в 1983 году, Франция — в 1977 году. Из других стран «большой пятёрки» Германия добилась победы в 2010 году после большого перерыва с 1982 года, а Италия добилась победы в 2021 году после большого перерыва с 1990 года. Великобритания не выигрывала конкурс после 1997 года, а Испания — после 1969 года.
- Обладателем антирекорда по последним местам является Норвегия, двенадцать раз оказываясь на последней позиции; несмотря на это, страна трижды выигрывала конкурс — в 1985, 1995 и 2009 годах.
- Первые годы XXI века стали победными для стран, никогда ранее не выигрывавших в конкурсе — как для «новых» стран «Евровидения», так и для тех, кто участвовал в конкурсе уже не один десяток лет. Ежегодно с 2001 по 2008 год список победителей непременно пополнялся новой страной. В 2005 году победу наконец-то отпраздновала Греция после 31 года участия, а в 2006 году победу отпраздновала Финляндия после 45 лет участия. Из участвующих десяти стран бывшего СССР конкурс выигрывали уже пять стран (Эстония, Латвия, Украина, Россия, Азербайджан). Эстонии для первой победы понадобилось 6 участий, начиная с 1994 года, чтобы выиграть конкурс в 2001 году, Латвии для первой победы понадобилось 2 участия, начиная с 2000 года, чтобы выиграть конкурс в 2002 году, Украине для первой победы понадобилось гораздо меньше времени, она выиграла уже во втором участии в конкурсе в 2004 году, России понадобилось 12 участий в конкурсе, начиная с 1994 года, чтобы выиграть конкурс в 2008 году, а Азербайджану понадобилось 3 участия, начиная с 2008 года, чтобы выиграть конкурс в 2011 году.
- Страна, дольше всех не выигрывала конкурс (из тех, кто никогда не побеждал) — Мальта (с 1971 года, но тем не менее она является самой успешной среди непобеждавших стран, дважды заняв 2-е и 3-е места). Ранее, с 1964 по 2017 год этот статус принадлежал Португалии.
- Антирекорд по количеству невыходов из полуфинала принадлежит Латвии — 13 раз страна проваливалась на этой стадии.
- Единственной страной, которая никогда не была в финале, является Андорра — за все 6 участий (2004—2009) ей ни разу не удавалось пройти в финал. Ни разу не участвовало в полуфинальной стадии (наравне со странами «Большой пятёрки») Марокко, появившееся на конкурсе лишь раз в 1980 году (полуфинал был введён в 2004 году). До введения полуфинала не дожила Югославия, распавшаяся после участия в конкурсе 1992 года.
- По состоянию на 2025 год две страны не провалили ни одного участия в полуфинале — Люксембург и Украина.
- Сербия является единственной страной-дебютантом, выигравшей конкурс, не учитывая победу Швейцарии в самом первом конкурсе «Евровидение».
- Израиль является единственной страной — победителем «Евровидения», которая отказалась не только от проведения конкурса у себя, но и от участия в нём в следующем году.

### Голоса
- По количеству голосов, полученных победителями, относительный рекорд (78,92 %) принадлежит немецкой певице Николь, победившей в 1982 году; абсолютный рекорд по очкам (758 очков) установил Салвадор Собрал, победивший в 2017 году. На втором месте по голосам оказалась группа Kalush Orchestra, представители Украины в 2022 году, набравшие 631 балл. Предыдущий рекорд в 534 очка был установлен певицей Джамалой, также представлявшей Украину шестью годами ранее. С этого года голоса жюри и телезрителей стали учитываться отдельно. До внедрения этого правила рекордсменом являлся Александр Рыбак, представлявший Норвегию в 2009 году и набравший 387 очков.
- Самое большое количество наивысших оценок от жюри (12 баллов) — 22 — было получено представителем Швейцарии Немо в 2024 году. В 2022 году 28 раз получили 12 баллов от телезрителей представители Украины — группа Kalush Orchestra.
- В 2021 году был побит антирекорд: сразу 4 страны получили 0 баллов от зрителей: Испания, Германия, страна-хозяйка конкурса Нидерланды и Великобритания. Последняя получила 0 баллов и от жюри, в итоге заняв последнее место в турнирной таблице.
- В 2022 году Украина установила рекорд «Евровидения» по голосам зрителей — 439 баллов (93,8 % от всех возможных). Абсолютно все телезрители всех стран (39) дали Украине голоса.

### Исполнители
- Самой молодой победительницей «Евровидения» является Сандра Ким из Бельгии, которой было всего 13 лет, когда она победила в 1986 году (по современным правилам, конкурсанты должны быть старше 16 лет). Самой молодой участницей является француженка Натали Пак, которой на момент участия было неполных 12 лет, при этом она заняла 8 место в 1989 году. Самой молодой победительницей XXI века является девятнадцатилетняя немка Лена Майер-Ландрут. Самым первым победителем Евровидения, родившимся в XXI веке, стал гитарист итальянской группы Måneskin Томас Раджи (на момент победы в 2021 году ему было 20 лет). Самыми молодыми участниками Евровидения в XXI веке являются Триину Кивилаан — бас-гитаристка эстонской группы Vanilla Ninja (на момент участия в конкурсе в 2005 году ей только исполнилось 16 лет), исполнительница из Словении Ева Бото (на момент участия в 2012 году ей было 16 лет), Надав Гедж из Израиля (на момент участия в 2015 году ему было 16 лет), исполнительница из Беларуси Zena (на момент участия в 2019 году ей было 16 лет) и Виктор Верникос из Греции (на момент участия в 2023 году ему было 16 лет). Самым старшим участником конкурса стал контрабасист Эмиль Рамзауэр из швейцарской группы Takasa, которому на момент выступления в 2013 году было 95 лет.
- Двум исполнителям удалось победить на конкурсе дважды — ирландцу Джонни Логану («Евровидении-1980»; «Евровидении-1987») и шведке Лорин («Евровидении-2012»; «Евровидении-2023»)
- В разные годы первое и второе места на конкурсе занимали:
  - Лиз Ассиа (Швейцария) — «Евровидение-1956» — «Евровидение-1958»;
  - Джильола Чинкветти (Италия) — «Евровидение-1964» и «Евровидение-1974»;
  - Линда Мартин (Ирландия) — «Евровидение-1984» и «Евровидение-1992»;
  - Дима Билан (Россия) — «Евровидение-2006» и «Евровидение-2008».
- Обладателями первого и третьего мест в разные годы становились:
  - Анна-Мария Давид, представлявшая Люксембург на «Евровидении-1973» и Францию на «Евровидении-1979»;
  - Карола (Швеция) — «Евровидение-1983» и «Евровидение-1991»;
  - Изабель Обре (Франция) — «Евровидение-1962» и «Евровидение-1968»;
  - Елена Папаризу (Греция) — «Евровидение-2001» (в составе группы «Antique») и «Евровидение-2005».
- Рекорд по числу выступлений на конкурсе — 4 — принадлежит четырём исполнителям:
  - Фуд Леклерк (Бельгия) — 1956, 1958, 1960 и 1962 годы;
  - Peter, Sue & Marc (Швейцария) — 1971, 1976, 1979 и 1981 годы;
  - Элизабет Андреассен, представлявшая Швецию в 1982 году и Норвегию в 1985 (в составе группы «Bobbysocks!»), 1994 и 1996 годах;
  - Валентина Монетта (Сан-Марино) — 2012, 2013, 2014 и 2017 (совместно с Джимми Уилсоном) годы.

## Критика
Наиболее часто конкурс критиковали за систему голосования, в том числе особенно за имеющий место соседский принцип (см. выше).
Также критика выдвигается некоторыми странами и является основанием их неучастия по причинам «недооценки», «засилия» и политическим причинам (см. выше). Поэтому возникали и возникают неучастие и скандалы в виде противостояния ряда стран-участниц.
Авторитет конкурса находится под вопросом в некоторых странах, например, в Великобритании его представляют в шуточном жанре, но тем не менее сохраняют хорошее отношение (больше благодаря саркастическим комментариям Терри Вогана), а в Италии значение конкурса упало настолько, что она его бойкотировала с 1997 года (и вернулась только спустя 14 лет, в 2011 году). Страны Восточной и Южной Европы, наоборот, видят конкурс как шанс показать свою страну и культуру.
Однако после победы Германии на «Евровидении-2010» авторитет конкурса в Западной Европе повышен, так как страны большой четвёрки (Франция, Германия, Великобритания, Испания) последний раз перед этим побеждали на конкурсе в 1997 году (Великобритания). Победа западноевропейской страны доказала возможность выигрыша, несмотря на соседский принцип.
На конкурсах в разные годы происходили скандалы с обвинениями в плагиате, подкупе и прочими претензиями, а также инциденты. Трижды выступления подвергались нашествию «срывальщиков» выступлений (страйкеров): на «Евровидении-1964» в Дании на сцене появился неизвестный с плакатом «Долой Франко и Салазара!», выразив протест против участия Испании и Португалии, в которых в то время были диктаторские режимы упомянутых лидеров. В финале «Евровидения-2010» в Норвегии выступление участника от Испании подверглось атаке страйкера-хулигана — в середине номера выбежал на сцену и занял место в центре команды выступающих, разводя руками и улыбаясь прямо перед солистом, известный страйкер Джимми Джамп, одетый в чёрную футболку и красную каталонскую шапку-барретину, ввиду чего организаторы конкурса впервые приняли решение о повторном выступлении участника после последнего номера. В третий раз срыв конкурсного выступления произошёл в 2018 году: во время выступления в финале «Евровидения-2018» участницы из Великобритании SuRie на сцену выбежал политический активист Dr ACactivism, отобрал у певицы микрофон и стал выкрикивать обвинения британских СМИ в нацизме и потребовал свободы слова. Подбежавшая охрана вырвала у хулигана из рук микрофон и вывела мужчину со сцены. В это время SuRie не растерялась — певица подбадривала зрителей аплодисментами, и когда ей вернули микрофон, допела песню до конца. Организаторы предоставили певице возможность выступить ещё раз — в самом конце конкурса, после представителей Италии, однако SuRie от повторного выступления отказалась.
В 1986 году конкурс выиграла 13-летняя исполнительница из Бельгии Сандра Ким, хотя было заявлено, что маленькой артистке было на момент выступления 15 лет. «Замаскироваться» певице помог широкий наряд и специальный макияж. Как только швейцарское телевидение узнало об этом инциденте, оно обратилось в оргкомитет с просьбой дисквалифицировать исполнительницу, однако данный шаг успеха не имел.
В 2020 году европейские зрители написали петицию в Европейский вещательный союз об участии Казахстана в «Евровидении». Казахстан ожидает одобрение заявки на вступление с 2008 года, однако все переговоры с ЕВС об участии Казахстана в конкурсе оказались безуспешными. Тем не менее страна принимала участие в песенном конкурсе «Детское Евровидение» с 2018 по 2022 год, так как с 1 января 2016 года агентство «Хабар» является ассоциированным членом ЕВС. Однако в 2023 году Казахстан отказался от участия в песенном конкурсе «Детское Евровидение».

## Родственные проекты
- Фестиваль итальянской песни, проводящийся в городе Сан-Ремо с 1951 года. Именно он вдохновил создателей конкурса песни «Евровидение».
- Международный фестиваль песни в Сопоте (1961—1980, 1984—2009, 2012—) — проходит ежегодно в польском городе Сопот.
- Балтийский конкурс песни[англ.] (швед. Östersjöfestivalen; 1978—) — проходит ежегодно в шведском городе Карлсхамн.
- Cân i Gymru[англ.] (в переводе с валл. — «Песня для Уэльса») (1969—1972, 1974—) — проходит ежегодно в Уэльсе.
- «Детское Евровидение» (2003—) — проходит ежегодно среди европейских стран для детей младше 15 лет.
- Азиатско-Тихоокеанские фестивали песни (англ. ABU Song Festivals) — «Фестивали песни азиатско-тихоокеанского вещательного союза (АВС)»; ранее «Наш звук» — англ. Our Sound и «Азиявидение» — англ. Asiavision; 2012—) — конкурс, схожий с «Евровидением», который проходит (ежегодно для телефестиваля и каждые два года для радиофестиваля) среди стран азиатско-тихоокеанского региона.
- «Интервидение» — проходил между представителями социалистических и некоторых капиталистических стран в 1977—1983 гг.
- Всемирный музыкальный фестиваль — впервые прошёл в 2005 году в Сараево; включает участников из Европы и Азии.[источник не указан 2555 дней]
- «Бундесвидение» — ежегодно проходил с 2005 по 2015 год между 16 регионами Германии.
- «Тюрквидение» — конкурс песни с аналогичным форматом среди тюркоязычных стран и регионов; первый конкурс прошёл в 2013 году.
- Songs of Europe — концертная телевизионная программа, посвящённая 25-летию конкурса «Евровидение». Мероприятие состоялось в норвежском Мисене, в 1981 году, и в нём приняли участие почти все победители конкурса песни Евровидение с его первого выпуска в 1956—1981 годах. Оно транслировалось более чем 100 миллионам зрителей по всей Европе.
- Congratulations — специальное телешоу, посвящённое 50-летнему юбилею конкурса песни «Евровидение». Оно прошло 22 октября 2005 года на «Форум Арене» в Копенгагене. Во время передачи, название которой происходит от песни Клиффа Ричарда «Congratulations» (1968 год), песня группы ABBA «Waterloo» (победитель в 1974 году) была избрана лучшей за всю историю конкурса[33]. Из 14 песен, принявших участие в юбилейном конкурсе, 10 были избраны интернет-голосованием, и ещё 4 были добавлены оргкомитетом фестиваля.
- Конкурс песни «AfriMusic» (2018—) — конкурс песни среди исполнителей и композиторов стран Африки, в первые сезоны проводимый на цифровых-платформах.
- American Song Contest (2022) — конкурс песни среди исполнителей из штатов США и их зависимых территорий.